# 問屋町 (前橋市)
問屋町（とんやまち）は、群馬県前橋市の地名。問屋町一丁目と問屋町二丁目がある。郵便番号は371-0855。面積は0.25km2(2013年現在)。

## 地理
前橋市の西部、総社町総社の南東部と大友町の北西部に敷地造成されてできた町である。

## 歴史
前橋市都市計画事業で商業振興と産業の活性化を目的にして、1969年に周辺の町を合併し成立した。

### 年表
- 1969年 前橋市都市計画事業により、総社町総社、大友町の各一部から問屋町一丁目、問屋町二丁目が成立。

## 世帯数と人口
2017年（平成29年）8月31日現在の世帯数と人口は以下の通りである。
| 丁目         | 世帯数  | 人口  |
| ------------ | ------- | ----- |
| 問屋町一丁目 | 56世帯  | 74人  |
| 問屋町二丁目 | 309世帯 | 481人 |
| 計           | 365世帯 | 555人 |

## 小・中学校の学区
市立小・中学校に通う場合、学区は以下の通りとなる。
| 丁目         | 番地 | 小学校                 | 中学校               |
| ------------ | ---- | ---------------------- | -------------------- |
| 問屋町一丁目 | 全域 | 前橋市立元総社北小学校 | 前橋市立元総社中学校 |
| 問屋町二丁目 | 全域 | 前橋市立元総社北小学校 | 前橋市立元総社中学校 |

## 交通

### 鉄道
鉄道駅はない。

### バス
町内の問屋会館前に群馬中央バスの問屋会館前バス停がある。
前橋駅ｰ中央前橋駅ｰ立川町通りｰ新前橋駅線を利用できる。

### 道路
国道、県道ともに通っておらず、産業道路が通っている。

## 施設
- 丁間稲荷神社